# Сансет (округ Старр, Техас)
Сансет (англ. Sunset) — переписна місцевість (CDP) в США, в окрузі Старр штату Техас. Населення — 34 особи (2020).

## Географія
Сансет розташований за координатами 26°25′29″ пн. ш. 99°3′44″ зх. д. / 26.42472° пн. ш. 99.06222° зх. д. (26.424603, -99.062120).  За даними Бюро перепису населення США в 2010 році переписна місцевість мала площу 0,09 км², уся площа — суходіл.

## Демографія
Згідно з переписом 2010 року, у селищі мешкало 47 осіб у 11 домогосподарстві у складі 11 родини. Густота населення становила 544 особи/км².  Було 11 помешкання (127/км²).
Расовий склад населення:
| - 100,0 % — білих |

До двох чи більше рас належало 0,0 %. Частка іспаномовних становила 100,0 % від усіх жителів.
За віковим діапазоном населення розподілялося таким чином: 53,2 % — особи молодші 18 років, 46,8 % — особи у віці 18—64 років, 0,0 % — особи у віці 65 років та старші. Медіана віку мешканця становила 16,8 року. На 100 осіб жіночої статі у селищі припадало 104,3 чоловіків;  на 100 жінок у віці від 18 років та старших — 100,0 чоловіків також старших 18 років.
Цивільне працевлаштоване населення становило 6 осіб. Основні галузі зайнятості: освіта, охорона здоров'я та соціальна допомога — 100,0 %.